# She's So Cold
She's So Cold è un singolo del gruppo rock The Rolling Stones, pubblicato nel 1980 ed estratto dall'album Emotional Rescue.

## Tracce
- Lato A

1. She's So Cold

- Lato B

1. Send It to Me